# Grupo lábil
Um grupo lábil em química é um átomo ou grupo de átomos que se destaca de uma substância química. A molécula ou fragmento remanescente é conhecida como parte residual ou principal. O termo grupo lábil é dependente do contexto da indicação.
A habilidade para um grupo funcional ser lábil é chamado labilidade. Grupos lábeis afetam a reatividade intrínseca, não os fatores de discriminação nucleofílica.
Mais baixa a pKa do ácido conjugado, melhor a labilidade. Isto é devido a que quanto mais baixa pKa do ácido conjugado do grupo lábil, mais o grupo lábil permanece na forma de seu ânion, ou grupo lábil (grupos lábeis podem ser neutros). Esta estabilidade do ânion significa que é menos preferido para reagir com o cátion formado pela ausência de grupos lábeis (isto é o caso de maus grupos lábeis). Sem estabilização, um grupo lábil irá tornar-se um nucleófilo devido a sua carga negativa, e se isto acontece, a reação ocorre em círculo. Isto é porque uma base forte é um grupo lábil pobre. Reações SN1 preferem haletos, pseudohaletos, e íons não coordenados como grupos lábeis. Sais haletos são particularmente grupos lábeis úteis porque eles podem ser abstraídos por íons prata, para formar haletos de prata.

## Sequência de labilidade
Em temperatura ambiente, em água, a sequência de labilidade é:
- Menor labilidade
- Amina NH2−
- Metoxi CH3O−
- Hidroxila HO−
- Carboxilato CH3COO−
- F−
- Água
- Cl−
- Br−
- I−
- Azida N3−
- Tiocianato SCN−
- Nitro NO2
- Maior labilidade
NO3− é também mais fraco que F−.

## Aplicações
Uma aplicação direta da diferença na estabilidade de grupos lábeis é nos derivados de ácido carboxílico. Quanto pior o grupo lábil, mais estável a substância química, que faz estes dar forma a uma hierarquia que possa ser separada no laboratório. As aminas, que são o pior grupo lábil, são o composto mais estável, e ataque de todo o derivado de ácido carboxílico com uma amina produzem uma amida. Os ésteres são dos mais estáveis o segundos seguidos de perto pelos anidridos e finalmente haletos.
Durante ataque nucleofílico SN2, uma carga negativa parcial dá forma ao grupo lábil. Durante reações SN1, o grupo lábil anioniza-se e sai. No general, os grupos amina, metoxi e hidroxila nunca agem como grupos lábeis em uma reação de substituição.
Nas transformações não-mecânicas, o grupo lábil é o real grupo substituinte no substrato e no produto.
A estrutura do grupo lábil afeta as taxas de ambas as reações SN1 e SN2. No geral, o mais estável grupo lábil é como uma espécie livre - que é após ter saído - mais rapidamente sairá. Esta estabilidade reflete também a basicidade da espécie: mais estável é, mais fraca a base é.